# Sparisoma tuiupiranga
Sparisoma tuiupiranga är en fiskart som beskrevs av Gasparini, Joyeux och Sergio R. Floeter 2003. Sparisoma tuiupiranga ingår i släktet Sparisoma och familjen Scaridae. IUCN kategoriserar arten globalt som livskraftig. Inga underarter finns listade i Catalogue of Life.